# Alfa Romeo Giulia Spider

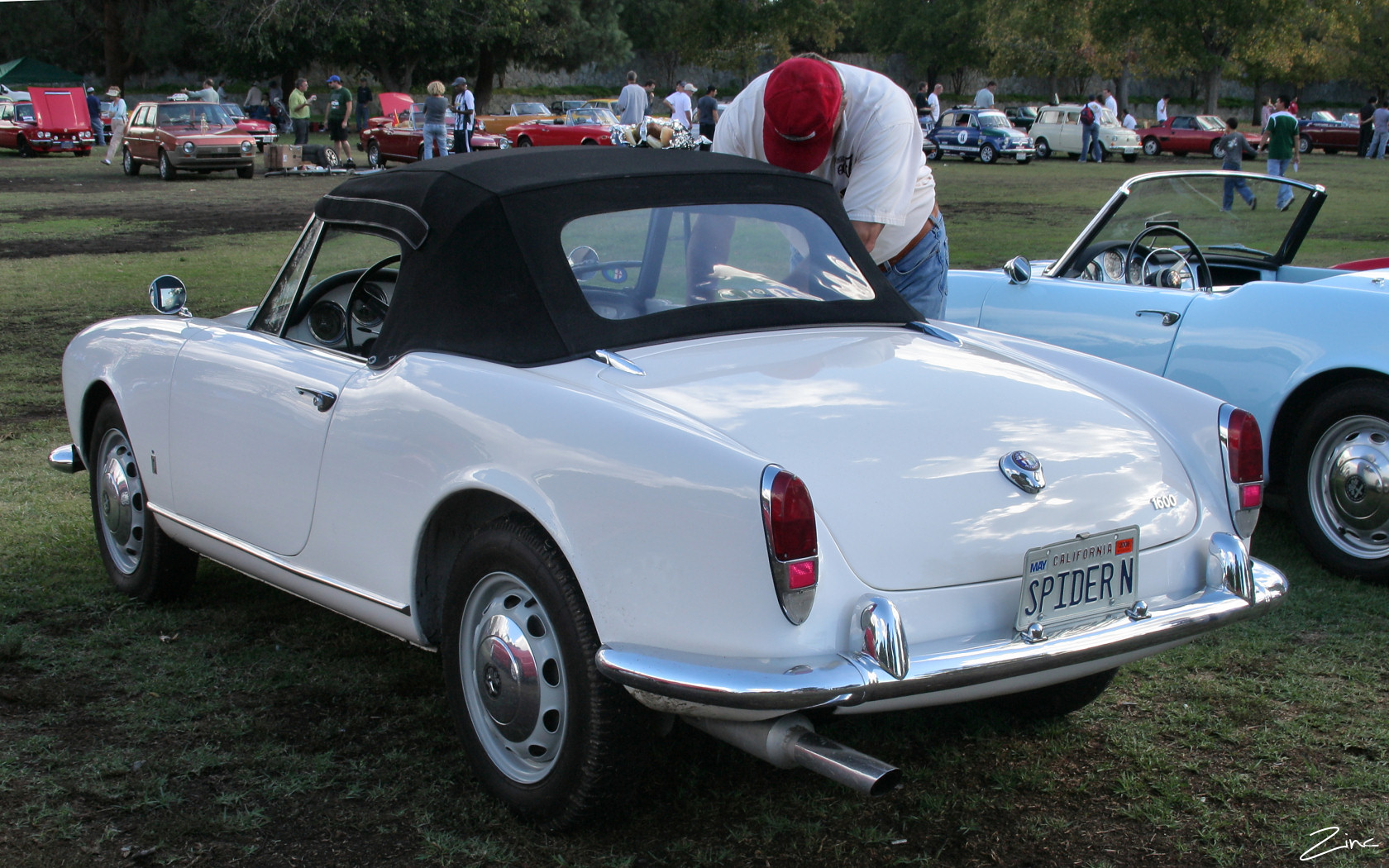
Poupe d'une Giulia Spider de 1964.

L'Alfa Romeo Giulia Spider est une voiture particulière construite par le constructeur automobile italien Alfa Romeo de 1962 à 1965.

## Le contexte
L'évolution des voitures au début des années 1960 a conduit Alfa Romeo à augmenter la cylindrée et les performances de la Giulietta Spider. La Giulia 1600 Spider « série 101.23 » est née comme l'évolution de la Giulietta Spider « série 101.03 ». Les deux voitures sont quasiment identiques d'un point de vue esthétique, à l'exception de l'existence d'une fausse prise d'air sur le capot de la Giulia, nécessaire pour loger le nouveau moteur, et de l'inscription « 1600 » à l'arrière de cette dernière.
Il existe également d'autres différences dans l'habitacle, plus précisément dans les caractéristiques du volant directionnel, désormais à trois branches, et dans le graphisme des instruments, sauf pour les premiers exemplaires de Giulia Spider dans lesquels ils étaient identiques à ceux du modèle précédent.

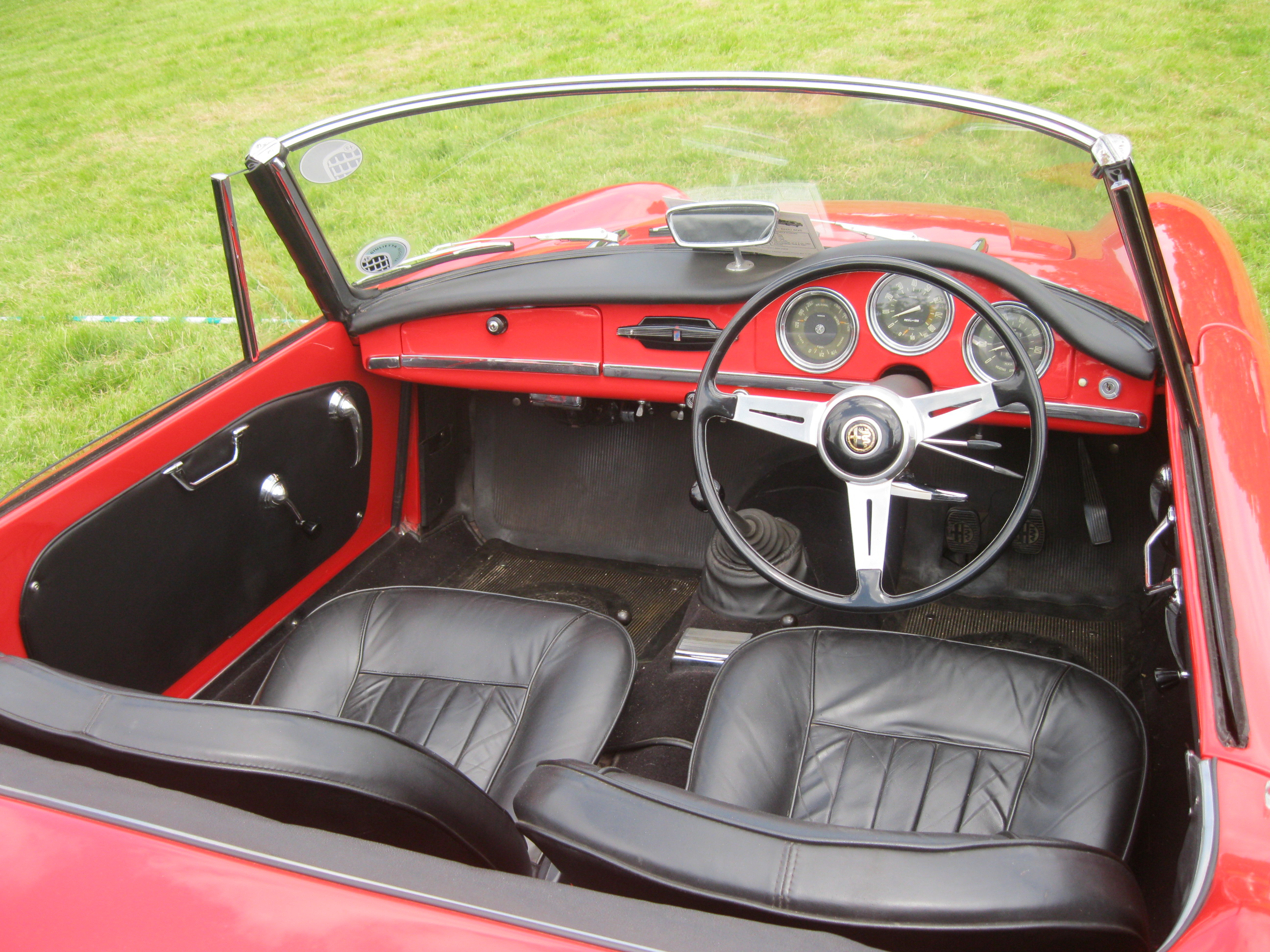
Habitacle d'une Alfa Romeo Giulia Spider de 1964 avec conduite à droite.

À partir du printemps 1964, une version « Veloce » de ce modèle est également commercialisée, appelée « série 101.18 », équipée d'un moteur plus puissant capable d'offrir de plus grandes performances. Cette dernière version représente le développement maximal des performances des séries "Giulietta Spider" et "Giulia Spider".

## Caractéristiques techniques
Le moteur est un quatre cylindres en ligne placé à l'avant en position longitudinale, d'une cylindrée de 1 570 cm3. L'alésage et la course sont respectivement de 78 mm et 82 mm, tandis que le taux de compression est de 9:1. Le carter et la culasse sont en alliage léger. La puissance maximale délivrée par le moteur est de 92 ch à 6 200 tr/min pour la version "Normal", tandis qu'elle atteint 112 ch à 6 500 tr/min pour la "Veloce".

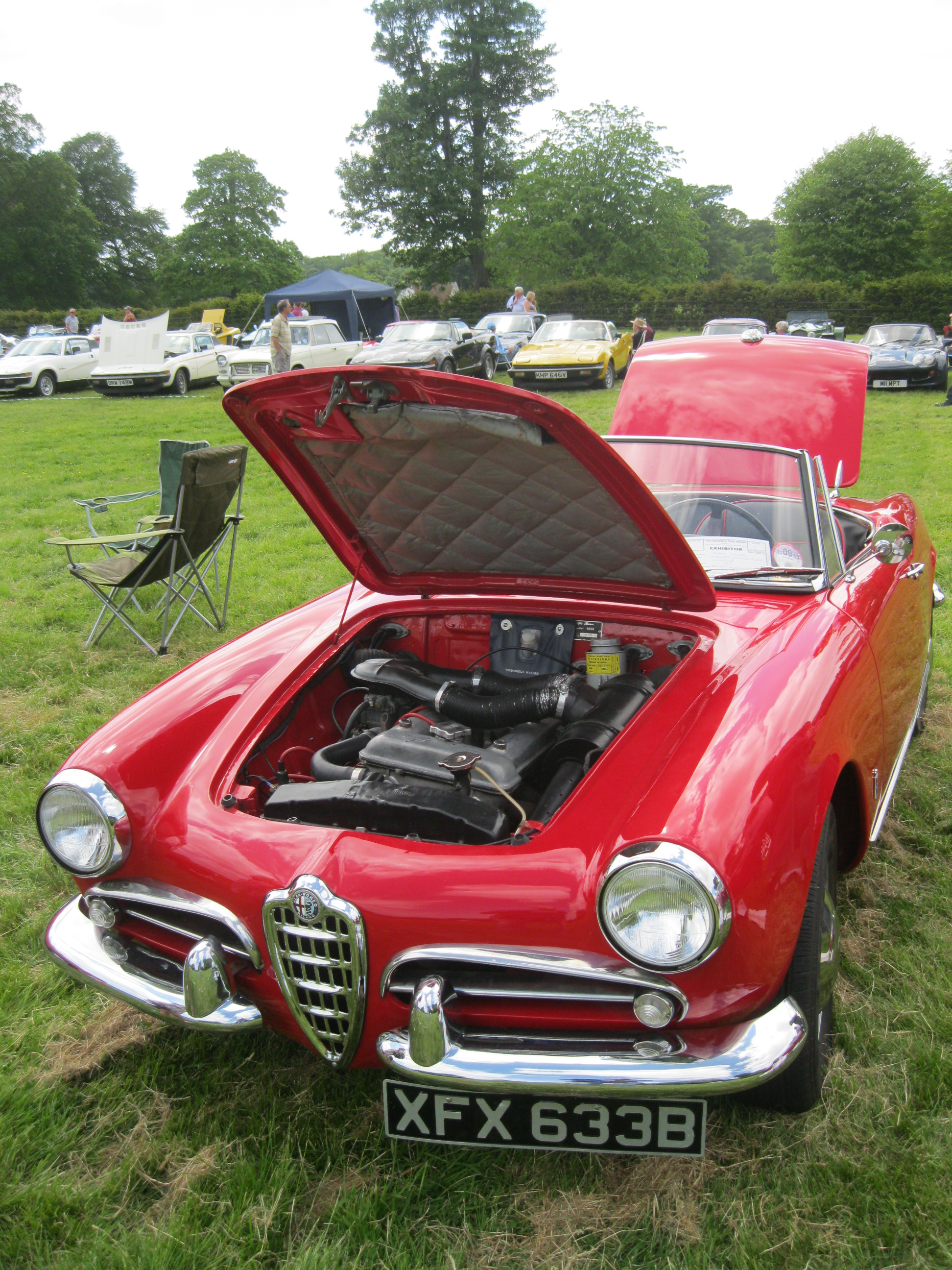
Détail du moteur d'une Giulia Spider.

La distribution consiste en deux soupapes par cylindre qui sont déplacées par un double arbre à cames en tête. La version "Normal" est propulsée par un carburateur de marque Solex et modèle 32 PAIA 5, tandis que pour la version "Veloce" il y a deux carburateurs. Le système de refroidissement est à eau circulante.
La transmission consiste en une boîte de vitesses manuelle synchronisée à cinq vitesses qui ont un rapport de réduction final de 8/41.
Les 5 600 premières exemplaires produits sont équipés de freins à tambour à trois mâchoires sur les quatre roues. Par la suite, courant 1963, des freins à disque ont été adoptés à l'avant. Les suspensions avant sont indépendantes et disposent d'une barre anti-roulis, tandis que les suspensions arrière ont un essieu rigide.
La vitesse maximale atteinte par la Giuletta Spider est de 172 km/h.
En mai 1964, la version « Veloce » est présentée, équipée de deux carburateurs à double corps qui augmentent la puissance à 112 ch à 6 500 tr/min, avec une vitesse maximale de plus de 180 km/h.

## Production
De 1962 à 1965, 8 850 exemplaires de la Giulia Spider « Normal » ont été construits (en plus de 400 avec conduite à droite) et 1 091 de la Giulia Spider « Veloce ».